# Решетиха (приток Лойки)
Решетиха — река в России, протекает в Тверской области. Устье реки находится в 1,3 км по левому берегу реки Лойка. Длина реки составляет 50 км, площадь водосборного бассейна — 261 км².

## Данные водного реестра
По данным государственного водного реестра России относится к Верхневолжскому бассейновому округу, водохозяйственный участок реки — Молога от истока и до устья, речной подбассейн реки — Реки бассейна Рыбинского водохранилища. Речной бассейн реки — (Верхняя) Волга до Куйбышевского водохранилища (без бассейна Оки).
Код объекта в государственном водном реестре — 08010200112110000005637.

### Притоки (км от устья)
- 12 км: река Григорка (пр)
- 22 км: река Рогатка (лв)